# Église de l'Assomption-de-Torjok
L'église de l'Assomption-de-la-Vierge-Marie-de-Torjok est une église orthodoxe classique construite en pierre, située dans la ville de Torjok, dans l'oblast de Tver, en Russie européenne. L'édifice est classé dans la liste de l'héritage patrimonial de la Russie d'importance fédérale depuis 1974.

## Géographie
L'église est située dans la ville de Torjok, dans l'oblast de Tver. Elle se trouve au no 2 de la rue Volodarskogo de Torjok.

## Histoire
Une première mention de l'église, en bois, est faite en 1625. L'église en pierre est construite en 1746 aix dépens de marchands. L'église est rénovée en 1849-1850. Les autorités soviétiques fermèrent l'église en 1929, et elle devint une imprimerie en 1943.

## Patrimonialité
L'édifice est classé dans la liste de l'héritage patrimonial de la Russie d'importance fédérale sous le no 691411181800006.